# Прорвёмся!
«Прорвёмся!» (англ. Gotta Kick It Up!) — оригинальное кино канала Дисней. Премьера в США состоялась 26 июля 2002 года, фильм получил на показах 1,2 миллиона. Фильм основан на реальной истории танцевальной команды средней школы.

## Сюжет
История о том, как молодая школьная учительница помогает своим ученицам преодолеть себя и социальные барьеры с помощью танца. Бывшая танцовщица, которой не удалось исполнить свою мечту, устраивается на работу преподавателем биологии в школе Маршала, её не берут по причине незнания предмета. Но местная танцевальная команда нуждается в тренере, и директор школы решает сделать её тренером за прошлые достижения. Из-за своих неудач в танцевальной карьере, учительница не решается отправлять свою команду на соревнования, но они отправляются на них тайком, где получают 3-е место. После этого учительница решатся тренировать их в полную силу. В итоге ей стало удаваться не только преподавание танцев, но и биология.

## В ролях
| Актёр                 | Роль                  |
| --------------------- | --------------------- |
| Камилл Гуати          | Дейзи Салинас         |
| Америка Феррера       | Иоланда «Йоли» Варгас |
| Джоанна Флорес        | Алисса Кортес         |
| Суилма Родригес       | Марисоль              |
| Сабрина Винер         | Эсмеральда Рейна      |
| Сьюзан Иган           | Хезер Бартлетт        |
| Эрик Александр Гавика | Чуи                   |
| Элизабет Сунг         | мисс Ким              |
| Джина Галлего         | миссис Кортес         |
| Джерри Дель Сол       | мистер Кортес         |
| Валенте Родригес      | мистер Рейна          |
| Анита Ортего          | миссис Рейна          |

## Номинации премий
Премия «Молодой актёр» (24-я церемония награждения, 2003)
- Номинация в категории «Лучшая роль молодой актрисы в телефильме или мини-сериале» (Сабрина Винер)
- Номинация в категории «Лучший семейный телефильм»[1]